# Adolf Miethe
Adolf Miethe por volta de 1905, fotografado por Nicola Perscheid
Adolf Miethe (alemão: [ˈmiːtə] 25 de abril de 1862, Potsdam - 5 de maio de 1927, Berlim ) foi um cientista alemão, projetista de lentes, fotoquímico, fotógrafo, autor e educador. Ele coinventou o primeiro flash fotográfico útil e contribuiu para o progresso da fotografia colorida. Foi orientador de doutorado de Hans Stammreich.

## Vida Pessoal
Adolf Miethe cresceu em uma família de classe média, filho de um fabricante de chocolate e conselheiro municipal de Potsdam. Depois de estudar física, química e astronomia em Berlim, mudou-se para Göttingen, onde em 1889 defendeu sua tese sobre actinometria de exposições astronômicas fotográficas de estrelas fixas e obteve título de Doutor.

## Carreira
Em 1887 ele desenvolveu com Johannes Gaedicke a lâmpada de flash a pó de magnésio. Depois de obter seu doutorado, trabalhou no laboratório de óptica de Edmund Hartnack em Potsdam projetando lentes objetivas para microscópios. Em 1891, depois da morte de Hartnack, ele mudou-se para Rathenow e conseguiu um emprego na Schulze & Barthels, em que desenvolvia telescópios, binóculos, e as primeiras lentes teleobjetivas. Em 1894 foi para a Voigtländer & Sohn em Braunschweig, onde ocupou o cargo de diretor técnico e também trabalhou no melhoramento de miras telescópicas de rifles. Em 1899 ele sucedeu Hermann Wilhelm Vogel na Royal Technical University em Berlim como professor de fotografia, fotoquímica e análise espectral.
Miethe inventou uma câmera de fotografia colorida, o primeiro produto de fotografia feito pelo artesão berlinense Wilhelm Bermpoh,apresentado ao público em 1903. O aparelho produzia três imagens com a tecnologia em convencional, mas utilizava filtros nas cores vermelho, verde e azul para produzir três imagens separadas. Esse método foi proposto pela primeira vez por James Clerk Maxwell . As três cópias eram usadas para recuperar as cores originais ao projetar em cada uma luz de filtros semelhantes e sobrepondo exatamente as imagens na tela de projeção (sistema RGB), ou fazendo três impressões compostas por pigmentos transparentes ou imagens corantes. nas cores complementares e sobrepondo-as para fazer uma única transparência colorida ou imprimir em (CMYK). Elas também eram usadas para preparar chapas de impressão para ilustrar livros, periódicos e outras mídias impressas mecanicamente, provavelmente a única forma de acesso a fotografias coloridas do público geral. Houve uma série de problemas técnicos com o sistema, incluindo o tempo relativamente longo necessário para fazer cada sequência de três exposições e a dificuldade de equilibrá-las corretamente para obter valores de cores precisos sob diferentes condições de iluminação. Em 1901, Miethe introduziu o "Ethyl Red", um corante sensibilizante que melhorou muito as características das emulsões fotográficas sensibilizadas pancromaticamente, o que por sua vez evitou as exposições muito longas anteriormente necessárias para fotografar imagens com filtro vermelho, simplificou o design do filtro de cores e abriu caminho para desenvolvimentos posteriores. As inovações de Miethe forneceram a base tecnológica usada por pioneiros da fotografia como o russo Sergey Prokudin-Gorsky, que estudou com Miethe durante várias semanas em 1902.

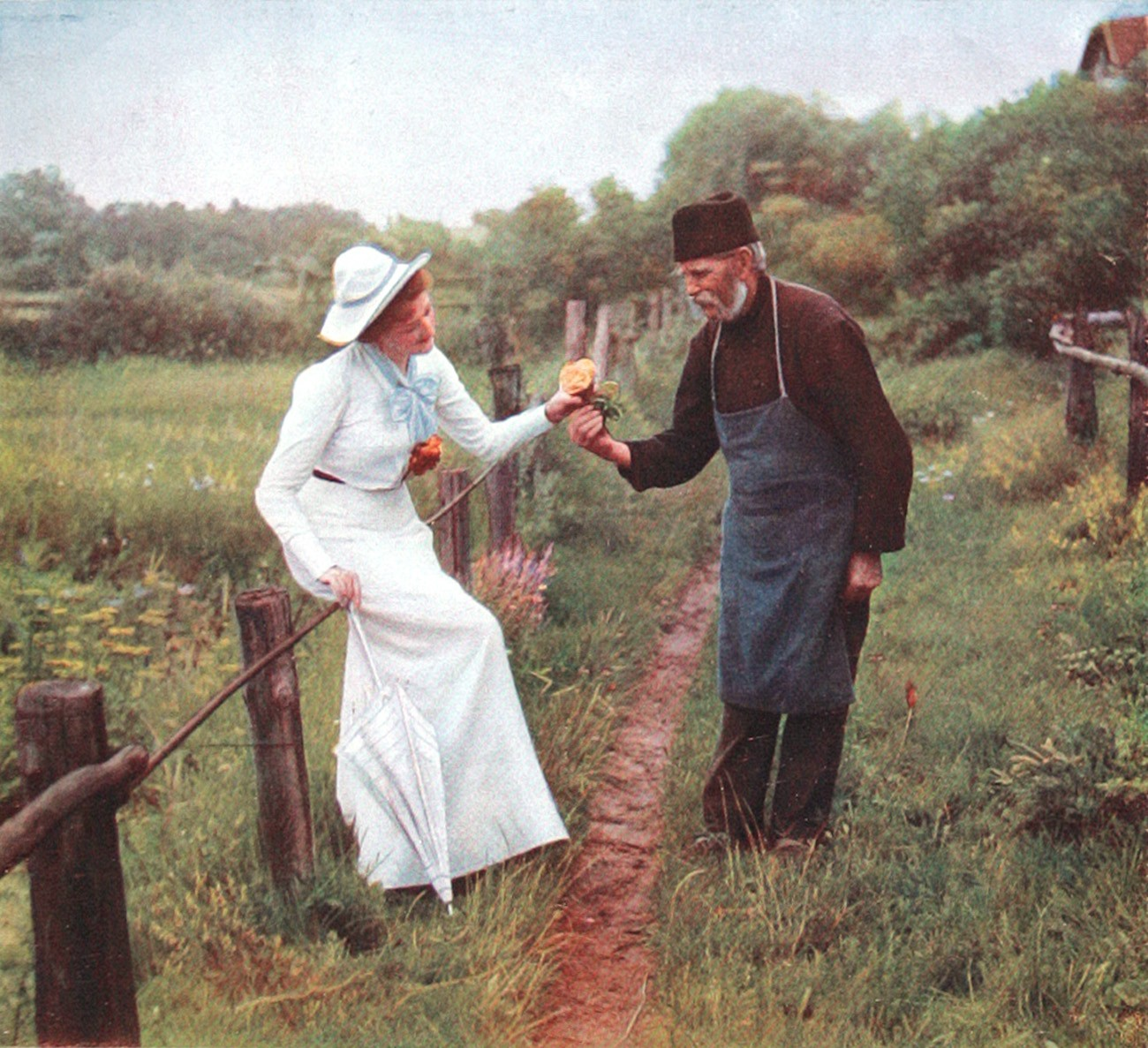
Uma fotografia colorida de 1902 de Miethe, reproduzida fotomecanicamente em Photographische Rundschau em 1903

Em 1909, Miethe começou a trabalhar em um observatório de astrofotografia, o que o levou a participar em diversas expedições internacionais. Em 1908, foi ao Egito para examinar fenômenos do crepúsculo e a radiação ultravioleta do escpectro solar. Em 1910, participou da expedição para Spitsbergen liderada pelo Conde Ferdinand von Zeppelin, que procurava estudar a meteorologia mas também a viabilidade de expedições polares por dirigíveis. Em 1914, liderou uma expedição para a Noruega para observar o eclipse solar de 21 de agosto.
Em 1921, criou e presidiu um instituto de pesquisa de tecnologia para cinema.
Miethe escreveu vários livros e uma centena de artigos sobre fotografia. Foi diretor da  Photographischen Wochenblattes (Semana Fotográfica) em 1889 e em 1894 criou as revistas Atelier des Photographen e Photographische Chronik.
Miethe morreu em 1927 em Berlim em decorrência de ferimentos causados por um acidente de trem, um ano antes.